# Бристол Бленим
Бристол Бленхејм Тип 142М-149  (енгл. Bristol Blenheim Type 142M/149) је био вишенаменски авион који је у раном периоду Другог светског рата употребљаван као брзи лаки бомбардер а у каснијем периоду као ноћни ловац опремљен радаром. Конструисан је у Бристолској авионској компанији (Bristol Aeroplane Company). 

## Пројектовање и развој
Конструкција је започета као цивилни авион, пројекат Лорда Ротермера (Lord Rothermere), власника Дејли мејла (Daily Mail). Ради промовисања напретка британске авијације лорд је расписао конкурс за најбржи цивилни авион у Европи, који може да понесе 6 путника и два члана посаде. Бристол абрика авиона је направила Тип 142, који је 1934. године, када је полетео, био бржи од било којег ловца у РАФ-у.
Министво ваздухопловства се заинтересовало за тај авион и издало је Спецификацију Б.28/35 за прототипе бомбардерске верзије 142М (M значи "military"). Главна модификација је било померање крила више у односу на труп како би се спремиште за бомбе уградило испод рамењаче. Авион је био потпуно металне конструкције са два радијална мотора Бристол Меркјури VIII од 860 коњских снага (640 kW) сваки. Елисе су биле трокраке, металне са променљивим кораком. Посаду су сачињавала три члана -пилот, навигатор/бомбардер и митраљезац/радио оператор. Авион је био наоружан са једним 0.303- (7.7-mm) митраљезом у корену крила и једним 0.303-in (7.7-mm) митраљезом у куполи. Терет бомби од 1,000-lb (454-kg) је ношен у спремишту за бомбе у трупу. У току експлоатације уочавани су недостаци вршена побољшања као што су: повећање запремине резервоара за гориво, повећање снаге мотора, као последица, дошло је до повећања долета, брзине и количине бомбардерског наоружања. Касније је повећан простор за посаду и побољшан оклоп што је проузроковало повећање тежине и смањење брзине авиона.
Поред задатака бомбардовања овај авион је обављао и задатке ноћног ловца и извиђачког авиона (ово му је чак био и први ратни задатак у Великој Британији) с тим што је за такве задатке био друкчије опремљен у односу на бомбардерску варијанту.

### Варијанте авиона Бристол Бленхејм
- Typ 142 - прототип брзог путничког двомоторног авиона,
- Typ 142M - прототип лаког двомоторног бомбардера,
- B.Mk I - почетни производни модел са два мотора Бристол Меркјури 626 kW (840 hp),
- B.Mk IF - ноћни ловац опремљен радаром и 4 предња митраљеза 7,7mm,
- B.Mk IV - основни производни модел са два Бристол Меркјури радијална мотора снаге 685 kW (920 hp),
- B.Mk IVF - побољшани модел ноћног ловца,
- B.Mk V - модел са моторима Бристол Меркјури снаге 708 kW (950 hp),
- B.Mk VA - модел опремљен са 4 предња митраљеза 7,7mm,
- B.Mk VB - модел за подршку,
- B.Mk VC - модел за обуку пилота,
- B.Mk VD - модел за топске климатске услове.

### Наоружање
Бомбардер
- Митраљези: 1 x 7.7 mm Викерс K митраљез у носу, 2 x 7.7  Браунинг (Browning) митраљези у бочним куполама и 2 x 7.7  Браунинг митраљези у горњој куполи
- Бомбе 454 до 600

Ловац
- Митраљези: 4 x фиксни 7.7 mm Браунинг и митраљези испод трупа.

## Земље које су користиле овај авион
| - Аустралија - Канада - Финска - Француска - Грчка - Нови Зеланд - Португалија | - Румунија - Јужна Африка - Турска - Уједињено Краљевство - Краљевина Југославија - Хрватска-НДХ - Немачка - Италија |

## Оперативно коришћење

### Коришћење у свету
Наруџбина за прву серију је дата још док су рађене модификације, и први серијски авион је уједно био и прототип. Авион је зван Болинброк али је име убрзо промељено у Бленхејм I (Blenheim I).Испоруке су започеле 1937. године. Бленхејм се показао као веома успешан авион и лиценца је продана Финској и Југославији, а купиле су га такође Турска, Грчка и Румунија. Укупна производња  Бленхејм.I у Уједињеном Краљевству је била 1.351 примерак. Икарус је произвео 41 примерак  Укупно је у свету произведено 4.422 примерка у периоду од 1936. до 1943. године. Последњи примерци овог авиона су повучени из употребе у Енглеској 1944. године а 1956. године у Финској.
Бленхејм је био и први британски авион који је прелетео границу Немачке у Другом светском рату. Наиме, само минут након ступања на снагу објаве рата Немачкој 3. септембра 1939.,  Бленхејм IV, серијског броја N6215 из састава 139. сквадрона (No.139 Squadron) полетео је у извиђање немачке флоте усидрене у Килу. Почетком рата РАФ је са овим бомбардерима извео већину својих напада. Многи од ових напада се завршавао катастрофално, напад на Данску или напад на електране у Немачкој, због добро организоване противваздушне одбране противника. Због великих губитака одустало се од употребе  Бленхејма као лаког бомбардера и и додељена му је улога ноћног ловца и извиђачког авиона. Део ових авиона је служио у обалској команди РАФ-а за праћење и заштиту конвоја од немачких авиона FW-200 Кондор.
Војно ваздухопловство Краљевине Југославије је имала у наоружању авионе Бристол Бленхејм Mk I, и њима су били опремљени 1. и 8. бомбардерски пук и 11. ваздухопловна група за даљинско извиђање. Први бомбардерски пук је рат дочекао дислоциран на аеродроме Давидовац код Параћина и на аеродрому Бијељина. Пук је извршио 54 борбена леда углавном бомбардујући Немачке оклопне колоне које су напредовале правцем Крива Паланка-Страцин-Куманово-Скопље-Качаник. Мада је том приликом пук изгубио три авиона и осам чланова посаде задатак су успешно обавили. Пук је престао да постоји 12. априла 1941. године када су уништени преостали авиони на аеродрому у Бијељини. Осми бомбардерски пук је рат дочекао дислоциран на ратни аеродром Ново Топоље код Бање Луке. Већ 7. априла, 13 авиона овог пука је бомбардовало Немачке аеродроме у Мађарској и при томе изгубило 6 авиона и 17 чланова посаде, извели су укупно 43 борбена лета. Преостали авиони су уништени при бомбардовању аеродрома Бијељина 12. априла 1941. године. Једанаеста ваздухопловна група за даљинско извиђање у ратним операцијама извођеним са ратног аеродрома Велики Радинци вршила је извиђање друмских комуникација и бомбардовање уочених циљева. такође је бомбардовала Немачке аеродроме у Румунији и при томе изгубила 6 авиона и 18 чланова посаде. Преостали авиони ове групе су уништени на аеродрому Бијељина.
Након капитулације југословенске војске 3 авиона Бристол Бленхејм су Немци заробили предати су румунском ваздухопловству. Финска је добила велики број делова и склопова недовршене друге серије ових авиона који су се производили у Икарусу које је она искористила за своје авионе. Ваздухопловство НДХ је добило 8 авиона које су Немци заробили у фабрици Икарус где су били на ремонту. Ови авиони су коришћени до краја рата и за њих су везана два бекства из Рајловца и Земуна за Турску 1942. године.